# Fähre Alf – Bullay
Die Fähre Alf – Bullay ist eine Motorfähre, die Fußgänger und Fahrradfahrer zwischen den beiden Weinorten Alf (am linken) und Bullay (am rechten Ufer) über die Mosel transportiert. Beide Orte sind der Verbandsgemeinde Zell (Mosel) zugehörige Ortsgemeinden im Landkreis Cochem-Zell in Rheinland-Pfalz.
Koordinaten: 50° 3′ 21,4″ N, 7° 7′ 45,3″ O

## Fährbetrieb
Die Fähre dient vor allem dem Fremdenverkehr. Das kleine Schiff, die Remigius, ENI-Nummer 04304840, verkehrt seit 1964 saisonal von März bis Ende Oktober, täglich von 8 bis 12 Uhr und von 12:30 bis 17 oder 18 Uhr, nach Bedarf. Das Schiff wird von einem Mercedes-Benz-Dieselmotor mit 50 PS angetrieben und überquert den hier etwa 150 Meter breiten Fluss in etwa 1 Minute. Betreiber ist der Fährbetrieb Michael Salker in Alf.

## Geschichte

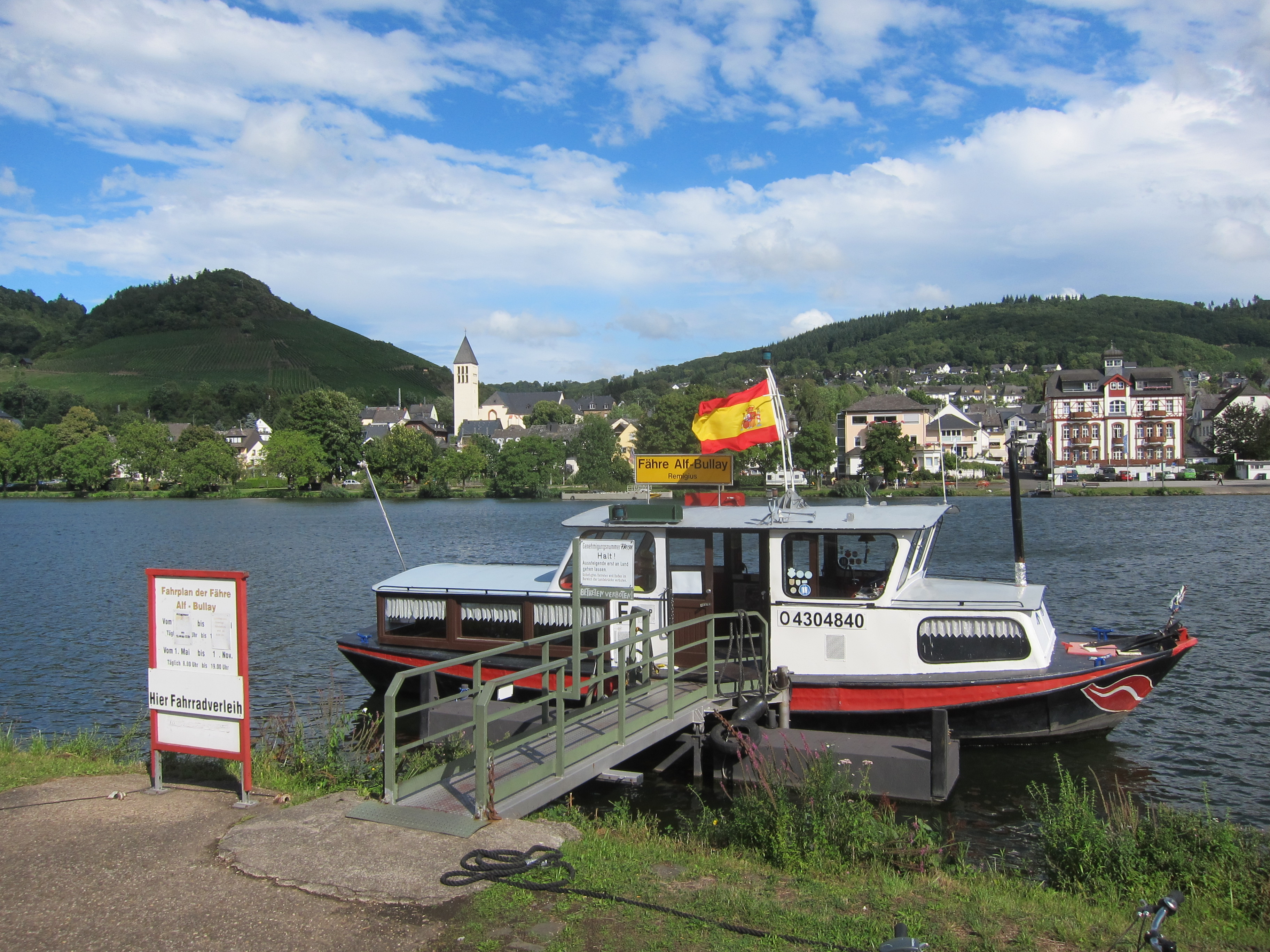
Die Remigius (2015), im Hintergrund Bullay

Bis in die frühen 1960er Jahre wurde für den Fährbetrieb zwischen den beiden Orten während des Sommers eine „Ponte“ (flache, breite Wagenfähre) und im Winter ein breiter, flacher Holznachen (nur Personenfähre) verwendet. Sie überquerten die Mosel ohne Motorkraft mithilfe eines Seils, das von einer Seite des Flusses zur anderen gespannt war. Mit der Moselkanalisierung und der damit erfolgten Inbetriebnahme der Mosel-Schifffahrt für Schiffe mit bis zu 1500 Tonnen Größe hätte dieses Seil die Schifffahrt behindert, so dass seit 1964 die Motorfähre eingesetzt wird.